# Martin-Luther-Kirche (Heilbronn)

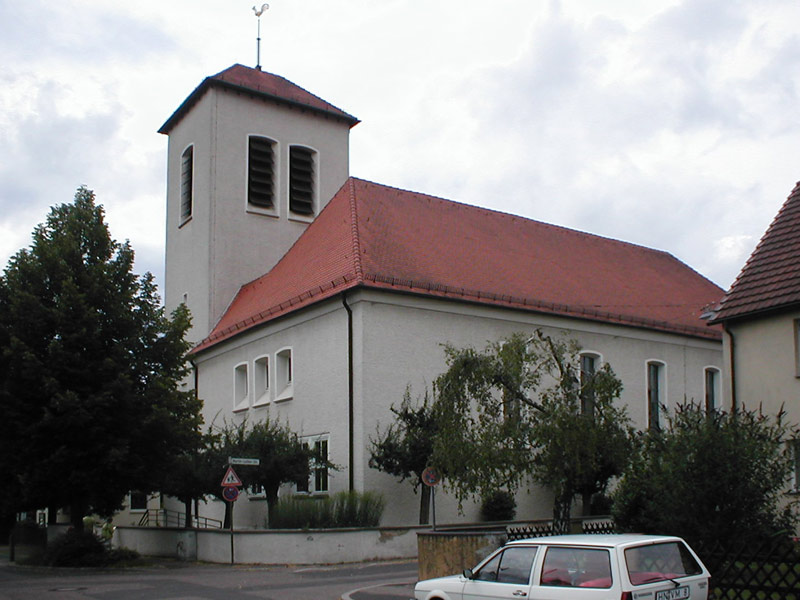
Martin-Luther-Kirche

Die Martin-Luther-Kirche ist eine evangelische Kirche in der Stadt Heilbronn im nördlichen Baden-Württemberg, die sich im Süden der Stadt in der Beethovenstraße 17 auf der Fleiner Höhe befindet. Die Kirche wurde 1934 erbaut und nach Beschädigungen im Zweiten Weltkrieg als erste wiederhergestellte Kirche der Stadt 1948 wiedereröffnet. Sie gehört zur Emmaus-Kirchengemeinde Heilbronn, welcher außerdem die 1964 von der Martin-Luther-Gemeinde aus gegründete und bis 2002 selbstständige Kreuzkirche angehört.

## Geschichte
Die Errichtung der Kirche steht im Zusammenhang mit der planmäßigen Besiedlung des Heilbronner Südens zwischen Schmollerstraße und Sontheimer Landwehr in den 1930er Jahren.
Das Gebäude wurde nach Plänen des Architekten Hermann Wahl gebaut und am 17. Juni 1934 durch Stadtpfarrer Fritz Stein, Dekan Karl Hoß und Landesbischof Theophil Wurm eingeweiht. Bei der Altarweihe wurde ein Exemplar der Barmer Erklärung der Bekennenden Kirche in einer Kupferkapsel unter dem Altar vermauert. Von Anbeginn war der Kirche ein Kindergarten angeschlossen, für den man westlich der Kirche ein Gebäude errichtet hat, in dessen Obergeschoss sich auch die Mesnerwohnung befand. Die Martin-Luther-Kleinkinderpflege nahm am 28. Januar 1934 noch vor Einweihung der Kirche ihren Betrieb auf.
Den Kirchturm krönte ursprünglich ein gedrungenes geschwungenes Dach, das die Aufmerksamkeit der Zeitgenossen erregte. Ansonsten nahm man die schlicht und funktionell gestaltete Kirche als gegensätzlichen Akzent zur nur wenige Jahrzehnte zuvor erbauten historistischen Friedenskirche in der westlichen Heilbronner Innenstadt wahr. Im Heilbronner Tagblatt vom 1. Juni 1934 stand zu lesen:

„Der Abschluss des Turms […] zu flach, wie mit der Faust eine aufs Dach gegeben, im übrigen sei die neue Kirche aber zu loben […] in ihrer bescheidenen aber lebendigen Einordnung ist die Luther-Kirche das bezeichnende Gegenstück zur Friedenskirche und muß als solches hervorgehoben werden, um geistige Klarheit zu schaffen.“

Im Zweiten Weltkrieg mussten alle Glocken der Kirche bis auf eine im Jahr 1943 zu Rüstungszwecken abgeliefert werden. Zur Abnahme der Glocken wurde ein Loch in die Turmfassade geschlagen, die man danach nur notdürftig repariert hat. Im weiteren Verlauf des Krieges brannte die Kirche aufgrund von Brandbombentreffern bis auf die Grundmauern nieder.
Aufgrund ihrer einfachen Gestaltung und des weitgehend unbeschädigten Mauerwerks konnte die Kirche bis 1948 als erste Heilbronner Kirche nach dem Krieg wiederhergestellt werden. Die alte Heizung der Kirche konnte man reparieren, das Mauerwerk durch Stützpfeiler stabilisieren. Aufgrund des Materialmangels hat man bei der Erneuerung des Daches des Konfirmandensaals eine vereinfachte Form gewählt. Aus stilistischen Gründen hat man außerdem ein normales Walmdach statt des alten geschwungenen Daches auf den Turm gesetzt. Im Turm befand sich damals die einzig übriggebliebene Glocke der Kirche, die vorerst auch noch von Hand geläutet werden musste. Als Provisorium kamen Seitenflügel und Figuren des historischen Seyffer-Altars aus der zerstörten Kilianskirche in die Martin-Luther-Kirche. Die Ausstattung der Nachkriegszeit blieb ansonsten bescheiden.

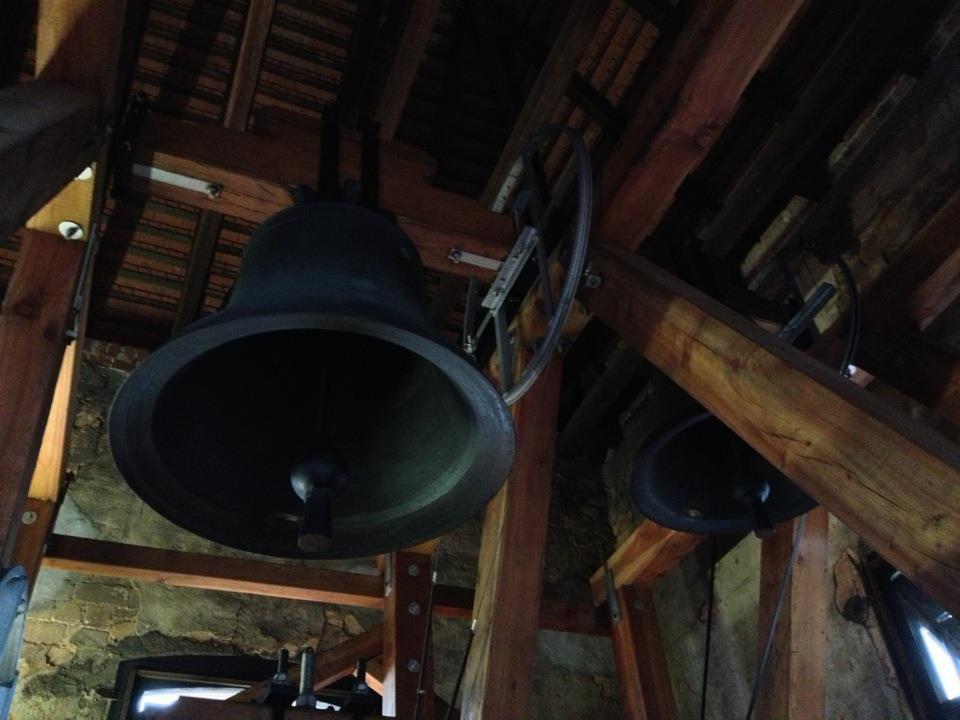
Drei der vier Glocken im Glockenstuhl wurden 1954 aus altem Glockenmaterial der Heilbronner Kilianskirche gegossen

Eine Orgel konnte erst 1949 beschafft werden, ein Taufstein und ein Altar 1951. Im Folgejahr konnte man die Orgel von fünf auf zwölf Register erweitern. Von der Kilianskirche erhielt man 1954 über drei Tonnen alten Glockenmaterials zum Guss von neuen Glocken, die in der Glockengießerei Bachert in Heilbronn gegossen und am 12. September 1954 geweiht wurden. 1955 wurde mit der Anbringung von neuen Klapptüren der Gemeindesaal wiederhergestellt.
In den Jahrzehnten nach dem Zweiten Weltkrieg war die Martin-Luther-Kirche vor allem ein Zentrum der Jugendarbeit, mit großen Konfirmandengruppen, kirchlichen Jugendgruppen und Kinderkirche. Da in den 1950er Jahren auch nördlich der Sontheimer Straße ein großer Bedarf nach einem Kindergarten und einem Gottesdienstraum und der Wunsch nach einem Gemeindezentrum bestand, erfolgte ab 1955 von der Martin-Luther-Kirche aus die Planung der Heilbronner Kreuzkirche mit Kindergarten und Gemeindezentrum.

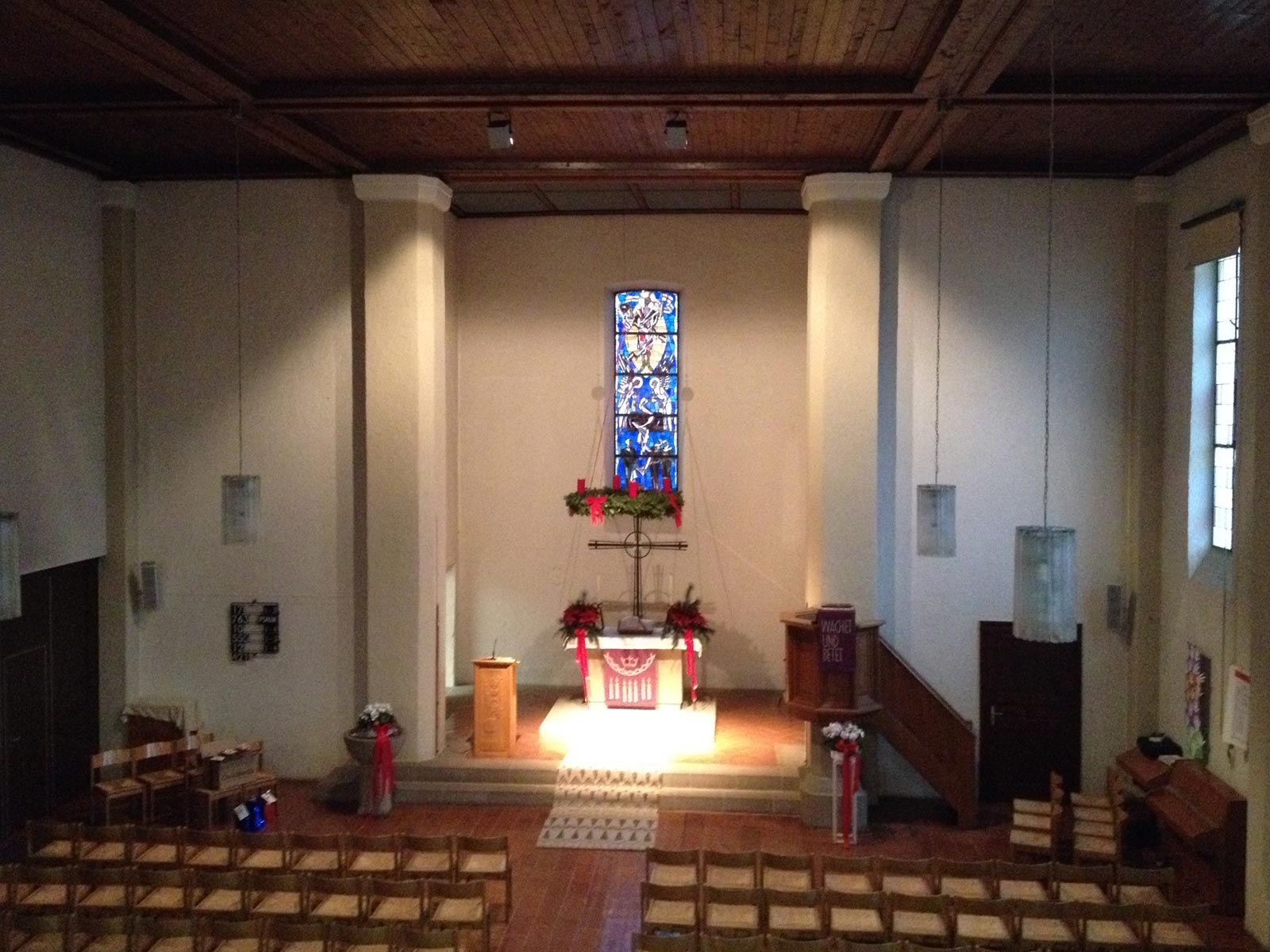
Blick von der Empore über das Langhaus zum Chor der Martin-Luther-Kirche

1960 entschied man über die Wiederherstellung des Chorfensters in seiner ursprünglichen schmalen Form, das dann vom Fensterkünstler Adolf Saile gestaltet und gleichzeitig mit der Rückversetzung des Seyffer-Altars in die wiederhergestellte Kilianskirche 1963 in die Chorwand der Martin-Luther-Kirche eingebaut wurde. Eine Renovierung der Kirche mit einer zum neuen Fenster passenden Ausgestaltung des Chores schloss sich an. 1967 wurde außerdem eine neue Orgel bei Walcker in Ludwigsburg beschafft. Die Kirche besaß ursprünglich keine Bänke, sondern war nur lose bestuhlt. In der Nachkriegszeit hielt man an der losen Bestuhlung fest, später wurden dann doch Bänke eingebaut.
1971 wurde aufgrund der großen Nachfrage von Kindergartenplätzen ein Zwischenbau für Kindergartenzwecke zwischen dem Kirchengebäude und dem alten Kindergartengebäude errichtet, der die Gebäude zu einem Baukomplex verschmolz.
1983 wurde die Kirche saniert. Dabei hat man die Kirchenbänke wieder entfernt, sie kamen in die Schlosskapelle von Schloss Liebenstein. Stattdessen wurde die Kirche wieder lose bestuhlt, um den Kirchenraum auch für Gemeindeveranstaltungen nutzen zu können. Bei der Sanierung erhielt die Kirche außerdem eine neue Heizung und eine neue Beleuchtungsanlage. 1988 schloss sich eine Außensanierung an. 1992 wurde die Lautsprecheranlage erneuert, 1993 die Orgel renoviert. 1997 hat man die Räume im Turm an die Zentralheizung angeschlossen. Im selben Jahr konnte nach dem Tod der vormaligen Mesnerin die Mesnerwohnung dem kirchlichen Kindergarten zugeschlagen werden. Gleichzeitig hat man wegen der geringeren Kinderzahl und der Errichtung eines nahen städtischen Kindergartens den kirchlichen Kindergarten von drei auf zwei Gruppen reduziert. Die dadurch im Zwischenbau freigewordenen Räume hat man nach baulichen Veränderungen 2001 als Nutz- und Lagerräume der Kirche überlassen.
Nach dem Abzug der amerikanischen Streitkräfte aus Heilbronn konnte die Kirchengemeinde außerdem in den späten 1990er Jahren Räume in der Herbert-Hoover-Straße für die Gemeinde- und Jugendarbeit anmieten. Zur selben Zeit waren die Gemeindemitgliederzahlen rückläufig, so dass man ab 1999 die Zusammenführung der seit 1965 selbstständigen Kreuzkirchengemeinde mit der Martin-Luther-Gemeinde diskutiert hat. Die Gemeinden vereinigten sich zum 1. Januar 2002 unter dem neuen Namen Emmaus-Kirchengemeinde.

## Beschreibung
Das Langhaus der Martin-Luther-Kirche ist ein schlichter, längsrechteckiger Raum. Der Chorbereich ist nach Norden ausgerichtet. Westlich an das Langhaus schließen sich ein Gemeindesaal und Nebenräume an. Der rechteckige Turm an der Südwestecke dient gleichzeitig als Treppenaufgang zur Empore. Die gesamte Kirche wurde sehr funktional angelegt. Durch Faltwände kann so z. B. der Gemeindesaal zum Kirchenschiff hin geöffnet und die gesamte Fläche für Veranstaltungen genutzt werden. Auf der Empore ist seit 2007 das so genannte Bücher Café eingerichtet, das monatlich einen Bücherflohmarkt zugunsten der Kirchengemeinde veranstaltet.
Im Turm der Kirche befinden sich vier Glocken, von denen drei nach dem Zweiten Weltkrieg gegossen wurden.